# Emma Karlsson (ryttare)
Emma Maria Brita Karlsson, född 2 april 1977 i Uppsala, är en ryttare som var reserv i Olympiska sommarspelen 2008.
Karlsson tillhör klubben Hogsta Dressyrryttare. Hon rider stoet Faradera (född 1996). Med Faradera vann Karlsson guld vid Nordisk-baltiska mästerskapen 2007.